# Patty - La vera storia di Patty Hearst
Patty - La vera storia di Patty Hearst (Patty Hearst) è un film biografico statunitense del 1988.

## Trama
Il film racconta la vera storia di Patricia Hearst, la nipote dell'imprenditore William Randolph Hearst, rapita dai terroristi dell'Esercito di Liberazione Simbionese (sigla SLA dall'inglese Symbionese Liberation Army), il cui capo è chiamato Cinque.

## Produzione
Schrader affermò che il budget era molto limitato cercando di rifarsi del fallimento precedente intercorso con La luce del giorno (film del 1987 con Michael J. Fox).

## Riconoscimenti
Il film partecipò all'edizione del 1988 di Cannes.

## Distribuzione
Nel primo week-end incassò 601680 $ arrivando ad un totale di incassi di 1223326 $.